# Топирос
Топи́рос (греч. Δήμος Τοπείρου) — община в Греции. Входит в периферийную единицу Ксанти в периферии Восточная Македония и Фракия. Население 11 544 жителя по переписи 2011 года. Площадь 312,493 квадратного километра. Плотность 36,94 человека на квадратный километр. Административный центр общины — Эвлалон. Димархом на местных выборах 2014 года избран Томас Михоглу (Θωμάς Μίχογλου).
Создана в 1997 году (ΦΕΚ 244Α) по плану «Каподистрия».

## История
Топир, Топер или Топиры был древним фракийским городом, который в царские времена превратился в большой городской центр, и просуществовал вплоть до византийского периода. К югу от села Парадисос, около реки Нестос, ещё можно найти римские и византийские руины. Город функционировал как административный и религиозный центр фракийского племени сапеев. Благодаря своему стратегическому положению, в начале II века н. э. он был восстановлен — в соответствии с греческим типом городов-государств — императором Траяном, как часть провинциальной политики, направленной на урбанизацию Фракии. В рамках этого территория, простиравшаяся на обоих берегах реки Нестос, стала густой сетью сельских поселений и замков.

## Димархи
- 1999—2014: Стелиос Хатзиенфангелу (Στέλιος Χατζηευαγγέλου). Избран в 1999 году с 55,4 % проголосовавших, затем переизбран в 2002 году с 50,1 % проголосовавших, в 2006 году с 53,06 % проголосовавших и в 2010 году с 53,85 % проголосовавших[6].
- с 2014: Томас Михоглу (Θωμάς Μίχογλου). Избран с 59,72 % проголосовавших.

## Галерея

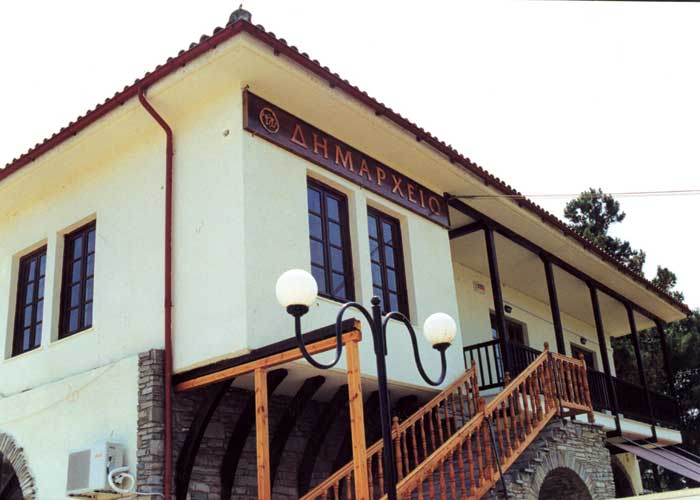
Ратуша в Эвлалоне
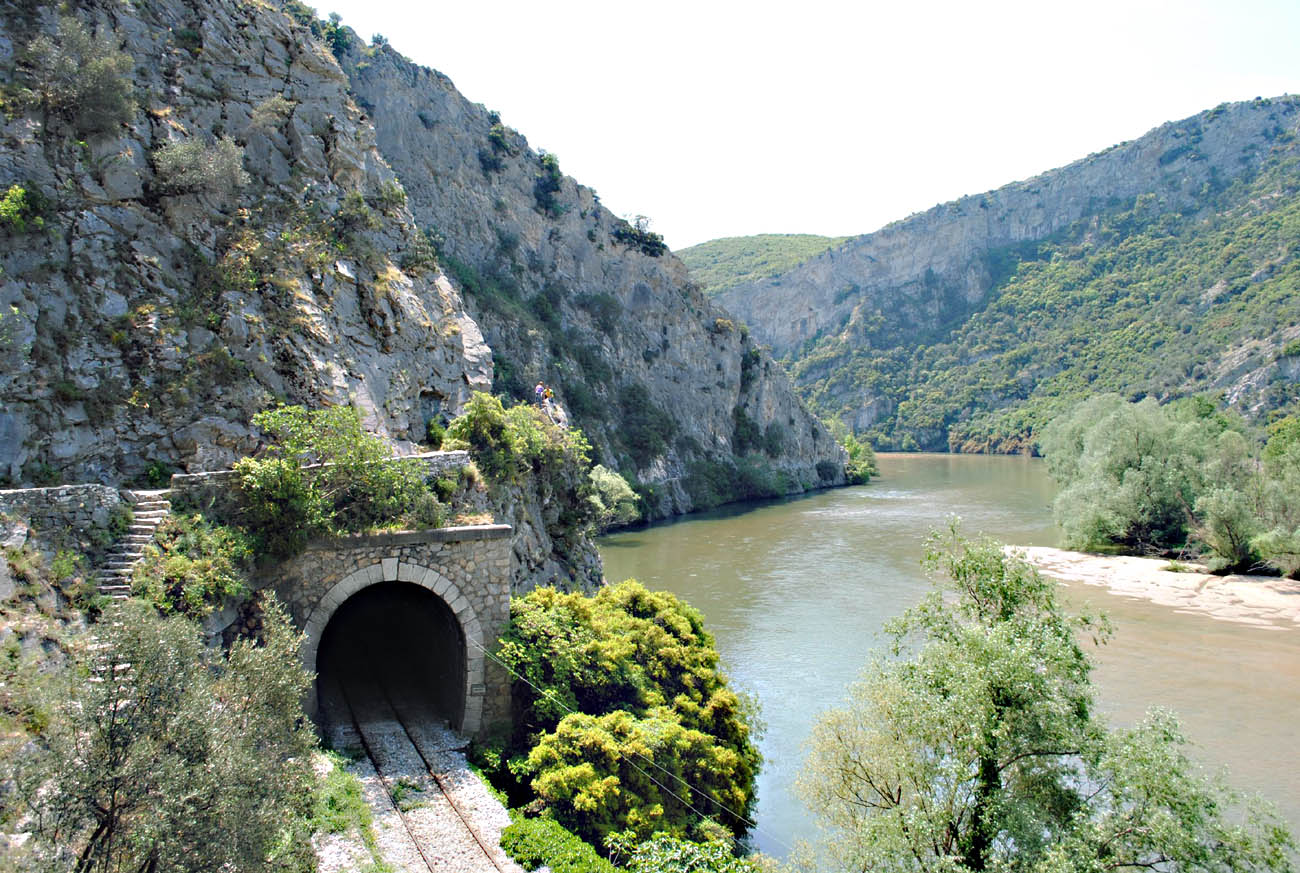
Узкая река Нестос в области Галанис, муниципалитет Топирос
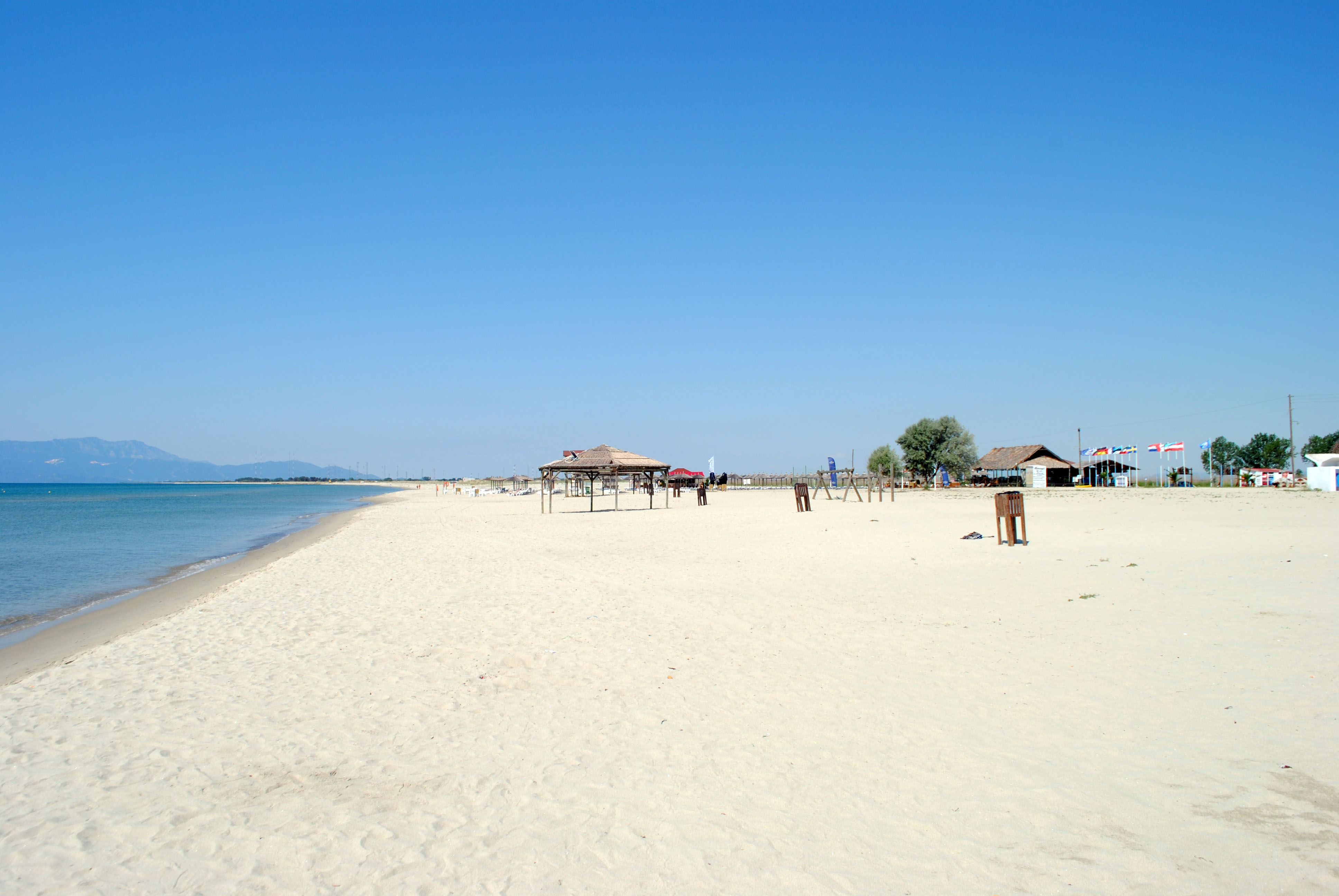
Пляж Манганы[англ.]
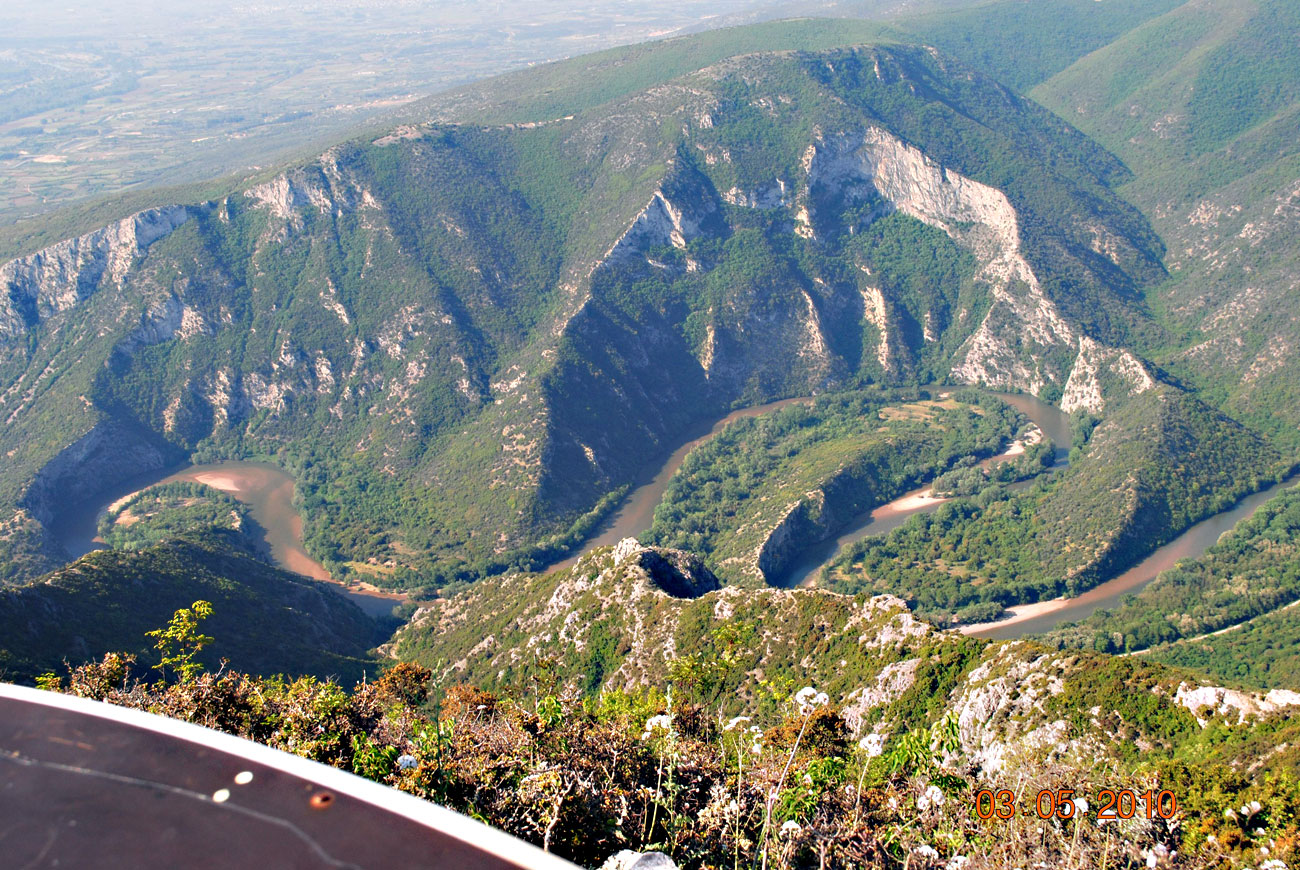
Пролив реки Нестос
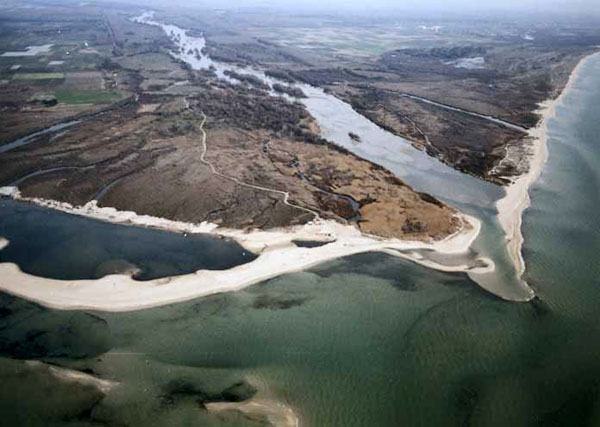
Дельта реки Нестос